# Ur, Mesopotamien

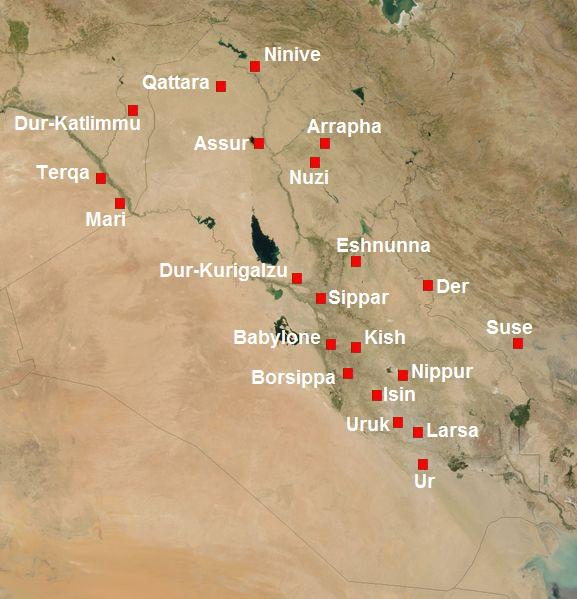
Mesopotamien 1000-talet f.Kr.

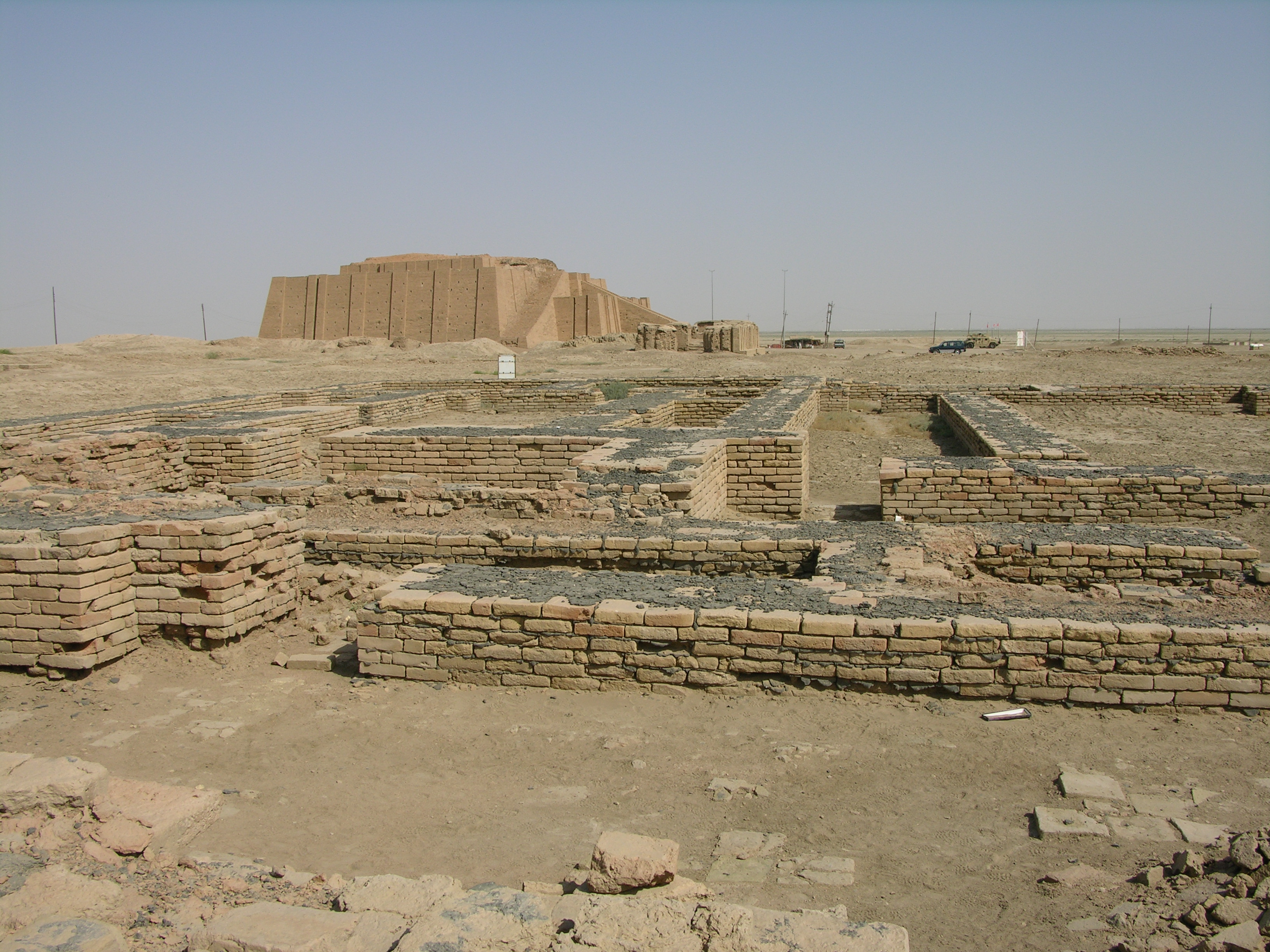
Arkeologiska utgrävningar i Ur.

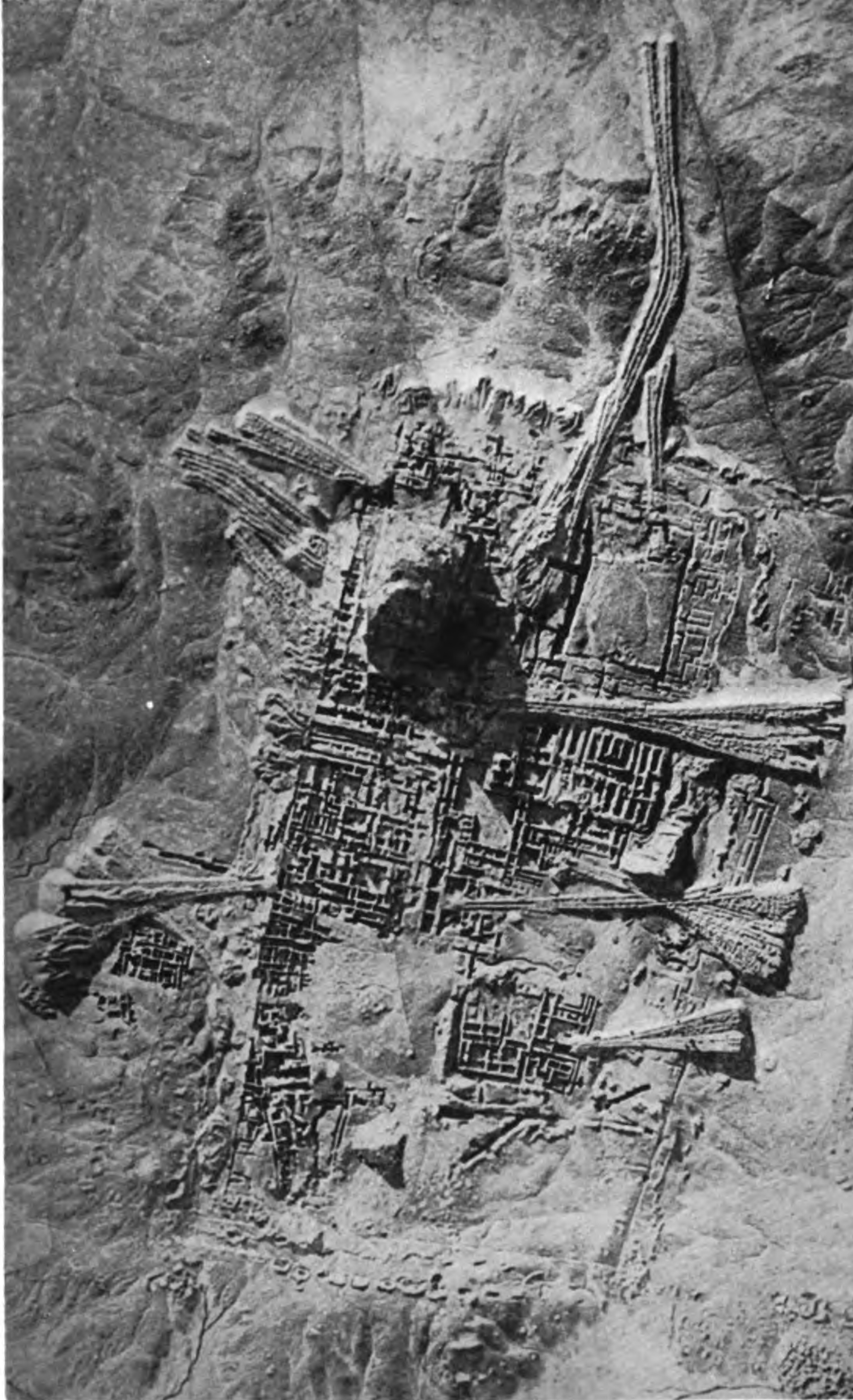
Ur sett från luften.

Ur (arabiska: Tall al-Muqajjar) (sumeriska: Urim) (akkadiska: Uri) var en stad i södra Mesopotamien vid det som då var mynningen till floderna Eufrat och Tigris i dagens Irak. Den anses ha varit en av världens första städer.
Vid Ur har man funnit bebyggelse från hela perioden 5000 f.Kr.–300 f.Kr. Bland de arkeologiska fynden kan nämnas lertavlor med kilskrift, musikinstrument och rikt ornamenterade begravningsföremål. Stadens politiska storhetstid inföll under slutet av 2000-talet f.Kr. under den s.k. tredje dynastin av Ur. Vid denna tid byggdes det stora tempeltornet, ziqquraten, som idag är rekonstruerat. Ur var då huvudstaden i en centraliserad stat som omfattade hela Mesopotamien.
I den sumeriska kungalistan omtalas två andra, och tidigare, mäktiga dynastier från Ur. Praktfullt utrustade gravar tillhörande kungligheter från mitten av 2000-talet f.Kr. har påträffats och grävts ut.
I Bibeln anges Ur i Kaldeen som den stad patriarken Abraham kom ifrån.

## Historia

### Förhistoria
Vid Urs grundande var vattennivåerna i Persiska viken två och en halv meter högre än vad de är idag. Detta innebär att staden var en kustnära stad och arkeologer tror att området kring Ur bestod av träskmark. Urs kanalsystem användes under denna tid antagligen för transport. Området var troligen rikt på fisk, fågel samt vattenväxter vilket kunde försörja den tidiga befolkningen. Ur kan ha grundats så tidigt som cirka 6500 år f.Kr. och utgrävningar har visat att staden i sin tidiga historia utsattes för en kraftig översvämning. Södra Mesopotamien var ofta utsatt för översvämningar av floderna Tigris och Eufrat och landet var dessutom utsatt för erosion av vind och vatten. Det antas att det är någon av dessa översvämningar som gett upphov till berättelserna om syndafloden som återfinns både i Bibeln och i mesopotamisk mytologi.
Cirka 4000–3300 f.Kr. tros sumererna ha anlänt till Mesopotamien. De var ett icke-semitiskt folkslag som förmodligen invandrade från öst och slog sig ned i södra Mesopotamien och därmed även i Ur. Sumererna verkar då ha stött på de ungefär samtidigt inkommande akkaderna, vilka var östsemiter; de verkar ha lärt sig tala varandras språk och haft liknande mytologi och traditioner. Akkaderna verkar ha slagit sig ned i områdena norr om vad som räknades som Sumer och de verkar trots sina likheter ha utsatts för flera räder från diverse sumeriska kungar.

#### Ur som sumerisk stad
Ur verkar tidigt ha blivit en rik och mäktig stat i Sumer. Deras första omnämnda konung är Mesannepada som skall ha härskat under 2500-talet f.Kr. och flera skrifter både från Ur och från andra samtida stater tyder på att Ur hade en framstående plats bland städerna i Sumer. Någon gång mellan 2300 och 2100 f.Kr. erövrades Ur av Sargon av Akkad när han skapade det Akkadiska imperiet. Vid imperiets kollaps i mitten av 2100-talet f.Kr. tog Gutierna (ett folk från Zagrosbergen som varken var sumerer eller akkader) makten i Sumer och därmed även Ur under några årtionden medan assyrierna skapade en självständig stat i norra Mesopotamien. Cirka 2047 f.Kr. återfick Ur sin självständighet under kung Ur-nammu. Han byggde flera tempel, bland annat den kända ziqquraten i Ur och skrev några av de första kända lagarna. Med Ur-nammu påbörjades Urs tredje dynasti och Ur kom att bli till ett mäktigt, om än kortlivat rike som erövrade stora delar av Sumer. Ur-nammu efterföljdes av kung Shulgi som utökade Urs herravälde och centraliserade staten. Han efterföljdes sedan av tre kungar med akkadiska namn (Amar-Sin, Shu-Sin, och Ibbi-Sin). Under Ibbi-sins tid på tronen föll imperiet kring 1940 f.Kr. till elamiterna och Ur plundrades.
Efter tredje dynastins fall återfick Ur aldrig den politiska makt staten en gång haft men den fortsatte vara en viktig och rik handelsstad då staten kontrollerade delar av kusten till Persiska viken. Staden var även känd för sina storslagna byggnadsverk och dess myter och historia hölls vid liv i både babyloniska och assyriska berättelser. År 1700 f.Kr. erövrades området av babylonierna under Hammurabi och efter att hans imperium föll samman tog akkaderna åter makten i Ur. De härskade där i 270 år innan staden åter erövrades av Babylonien som nu styrdes av kassiter. Fram till år 1000 f.Kr. kom området tidvis att erövras av både elamiter och assyrier innan det återgick till kassiterna.
På 1000-talet f.Kr. föll Ur tillsammans med resten av Sumer slutligen till det Nyassyriska riket som erövrade hela Mesopotamien. Assyrierna tog hand om staden och verkar till exempel ha reparerat och bättrat på ziqquraten. Cirka 530 f.Kr. hade området än en gång bytt händer och låg nu i det persiska imperiet och Ur verkar under denna tid ha börjat förfalla. Under det tidiga 400-talet f.Kr. verkar staden slutligen ha varit helt övergiven. Anledningen till detta tros vara torka, att flodvägarna ändrats samt att vattennivåerna i Persiska viken nu sjunkit till den grad att Ur ej längre var kustnära.